# センター・オブ・ジ・アース (映画)
『センター・オブ・ジ・アース』（原題：Journey to the Center of the Earth）は、2008年のアメリカ映画。
ジュール・ヴェルヌの1864年の小説『地底旅行』を原作とするSFアクション映画で、全編3D。
デジタル上映による実写のフル3D映画としては、日本で初めての全国公開作品である。『キャプテンEO』や『ミクロアドベンチャー!』を制作したエリック・ブレヴィグが監督を務めている。

## ストーリー
地底世界を目指していたマックス・アンダーソンが消息を絶つ。マックスの弟・トレバーは兄の遺志をつぎ、兄が唱えた説を証明しようと兄が世界各地に残した地震センサーを使い研究を続ける。マックスの失踪後10年たっても成果は出なく、聴講学生も少なく、大学側からトレバーの研究室は閉鎖する予定だと宣告されてしまう。そんな折、トレバーの家にマックスの妻・エリザベスが13歳の息子・ショーンつまりトレバーから見れば甥を連れて訪れ、10日間息子を預かってほしいと告げる。ショーンを預かると同時にマックスの遺品が入ったダンボール箱を渡される。その中にマックスの愛読書、ジュール・ヴェルヌの『地底旅行』を見つけ、本の余白に謎のメモが書き込まれているのを発見。10年前同様火山活動が起こっているとメモから知り、ショーンと共にアイスランドに向かう。マックスが会ったであろう火山学者アスゲリソンの研究所へ行くが、その火山学者は数年前に亡くなっていて、建物には娘のハンナ・アスゲリソンしかいない。ハンナは亡くなった父やマックスを「ヴェルニアン」だったと馬鹿にする。トレバーは近くの火山からまっすぐ地球の中心に向かう縦穴があると主張。トレバーは兄が設置した地震センサーのデータを確認しに火口へ行こうとするが、そこへの道はないとハンナが言うので、山岳ガイドをしているハンナに道案内を頼み、3人は一緒に火山へ向かう。地震センサーを見つけるが、雷に遭い、洞窟に逃げ込み、落石が起き、3人は閉じ込められる。しかたなく洞窟の奥へと進み、旧鉱山のトンネルを発見しトロッコに乗り込んで猛スピードで先へ進むが、目前に壁が迫り絶体絶命。激突直前にトロッコから飛び降り、九死に一生を得る。ほっとしたが、立っている場所は実は白雲母の薄い板で、それが割れてしまい、3人は白雲母の下に隠れていた縦穴をひたすら落下してゆく。落下時間があまりに長いので3人には会話をする余裕が生まれ、トレバーは自分たちが落ちている穴が地球の中心へ向かう縦穴だと気づき、「ヴェルヌの小説が正しければ、この洞窟は縦に数百kmほどあり、地球の中心に通じているはずだ」と言う。1分半ほど落下した後、3人は洞窟の底の深い湖に着水し助かる。
地底で3人は、マックスやハンナの父が信じていたジュール・ヴェルヌの地底世界が実在していると知る。失踪したマックスも証拠を発見するが、そこで息を引き取った。残されたマックスの日記から、マックスが息子を想っていたと知り、失踪した父の自分への想いを疑っていたショーンの心の傷が癒される。また、その場所の気温がやがて摂氏90度を超えてしまうこと、つまりそのままそこにいたら灼熱で3人とも死んでしまうことに気づく。ヴェルヌの『地底旅行』に書かれている間欠泉を使って地上に脱出しようと思いつき、間欠泉は地底の海の対岸にあるので、3人は筏を作り、地底の海を横断する。だが嵐に遭い、肉食の巨大魚に襲われ、巨大魚を狙った首長の恐竜も現れ、強風で帆が飛ばされそうになりそれを抑えようとしたショーンは帆とともに空中へと飛ばされてしまい、別れ別れになってしまう。
風で飛ばされたショーンは対岸に飛ばされ落下したと気づき、間欠泉を目指し、付近を舞う不思議な青い鳥に案内してもらう。途上、磁気で空中を浮遊する岩の列の上を命がけでジャンプしては進まなければならなくなるなど、なかなか進めない。一方、トレバーとハンナは筏で対岸にたどり着き、あっさりと間欠泉の場所を発見するが、付近にショーンの姿が無い。待っていても現れないのでトレバーはショーンを探しにゆく。その頃ショーンはギガノトサウルスに襲われていたが、間一髪で駆け付けたトレバーによって救い出される。ギガノトサウルスもしぶとく二人を追いかけるが、トレバーが囮となり白雲母で覆われた場所に誘導、突き落とす事に成功する。そこへハンナも救出に現れ、合流した3人で間欠泉へと向かう。しかし到着した時が間欠泉が噴き出すタイミングとずれていたせいなのか、水が枯れていたため、マグマに水をかけるために岩をなんとか破壊する。水がマグマの上に大量に流れ込むと、水蒸気となり勢いよく間欠泉が吹き出し、それに乗った3人は縦穴を垂直に上昇。地上の火口から勢いよく飛び出し、地上世界に見事に帰還。飛び出た先は、イタリアのヴェスヴィオ山。入り口として使ったアイスランドの火口からはひどく離れた場所に来ている。トレバーは地底旅行中に感じていたハンナへの想いを告白し、二人はキスを交わす。一方、ショーンは地底世界でちゃっかり拾い集めたダイヤモンドの原石を一袋持っているのを見せる。これで3人は億万長者だ。
トレバーは帰国後、今回の地底旅行で得た成果を論文にまとめサイエンティフィック・アメリカンに発表するつもり。ダイヤで得たお金でハンナと一緒に研究所を設立。これで大学の研究室を失っても怖くない。トレバーは今後のために、ショーンにアトランティス大陸に関する本を渡す。これからも一緒に冒険を続けるつもりだ...

## キャスト
トレバー・アンダーソン
演 - ブレンダン・フレイザー
大学教授で大陸移動説などを教えている。瓶を貯金箱として世界中のコインを貯金しており、ショーンの助言でアイスランドへの交通費をそれから出した。研究に対する集中力は非常に高く、ショーンがアクシデントで邪魔をしてしまった際にも全然気にしていなかった。
ショーン・アンダーソン
演 - ジョシュ・ハッチャーソン
13歳になるマックスの息子で、トレバーの甥。1994年8月14日生まれ。サバサバとした性格だが、好奇心旺盛なところは父親ゆずりである。10日間叔父のトレバーの所に預けられることになったが、トレバーが見つけたマックスの『地底旅行』をきっかけに冒険を共にする。PSPをいつも携行している。

ハンナ・アスゲリソン
演 - アニタ・ブリエム
マックスのメモに記されていた火山学者シグビョルン・アスゲリソンの娘。アイスランドで山岳ガイドをしている。冒険を通じてトレバーに惹かれていく。優秀だが金にはシビアで、地形を完璧に把握してトレバーやマックスをフォローしていた。
アラン・キツェンズ教授
演 - セス・マイヤーズ
トレバーの在籍している大学の教授で彼のライバルで、トレバーの研究室を狙っていた。
マックス・アンダーソン
演 - ジャン・ミシェル・パレ
トレバーの兄で、ショーンの父親。幼かったトレバーに『地底旅行』を読み聞かせてくれた、仲が良かった兄。大学に研究室を持ち、地球に関する独創的な説を大学生相手に教えていたが、10年前に行方不明になった。

エリザベス・アンダーソン
演 - ジェーン・ウィーラー
マックスの妻で、ショーンの母親。
トレバーとも仲は良いようでオタワへ住居探しに行った。

## 日本語吹替
| 役名                     | 俳優                     | 日本語吹替        | 日本語吹替                    |
| 役名                     | 俳優                     | 劇場公開版        | テレビ朝日版                  |
| ------------------------ | ------------------------ | ----------------- | ----------------------------- |
| トレバー・アンダーソン   | ブレンダン・フレイザー   | 沢村一樹          | 堀内賢雄                      |
| ショーン・アンダーソン   | ジョシュ・ハッチャーソン | 入江甚儀          | 内山昂輝                      |
| ハンナ・アスゲリソン     | アニタ・ブリエム         | 矢口真里          | 小林沙苗                      |
| アラン・キツェンズ教授   | セス・マイヤーズ         | 古澤徹            | 中尾隆聖                      |
| マックス・アンダーソン   | ジャン・ミシェル・パレ   | 高宮俊介          | 古澤徹                        |
| エリザベス・アンダーソン | ジェーン・ウィーラー     | 葛城七穂          | 伊倉一恵                      |
| その他                   | N/A                      | 小松史法 木下紗華 | 内田岳志 緒方賢一 許綾香      |
| 日本語版制作スタッフ     |                          |                   |                               |
| 演出                     | 演出                     | 高橋剛            | 鍛治谷功                      |
| 翻訳                     | 翻訳                     | 高山美香          | 高山美香                      |
| 調整                     | 調整                     | 武田将仁          | オムニバス・ジャパン          |
| 制作                     | 制作                     | ACクリエイト      | 東北新社                      |
| 初回放送                 | 初回放送                 |                   | 2010年7月4日 『日曜洋画劇場』 |

## 続編
続編として『センター・オブ・ジ・アース2 神秘の島』（原題：Journey 2: The Mysterious Island）が2012年3月31日に日本で公開された。こちらは同じくジュール・ヴェルヌの『神秘の島』を原作としている。キャスティングはハッチャーソン演じるショーンの恋人でツアーガイドのカイラニ役に『ハイスクール・ミュージカル』シリーズでヒロインを好演したヴァネッサ・ハジェンズ、プロレスラー「ザ・ロック」として知られるドウェイン・ジョンソン、その他にマイケル・ケイン、ルイス・ガスマンらが加わった。

## 3D作品として
先述したように日本初のフル3D実写映画として公開された。後に限定生産で3D版本編と2D版ディスクに加え、3Dメガネが4個付いた3Dプレミアムエディションが発売された。また、スター・チャンネルで3D版の放送経験もあり、放送当時に鑑賞用の3Dメガネが当たるプレゼントが行われた。

## エピソード
- ハンナ役を演じたアイスランド出身の女優アニタ・ブリエムは25回のオーディションを経て選ばれた。共演したブレンダン・フレイザーはアニタについて、「She’s the real deal. She’s the size and shape of Tinkerbell, but she can take care of herself. That’s perfect for the character.」（彼女は本物だ。ティンカーベルのようなサイズと体型だけど、自分のことは自分でできる。このキャラクターにぴったりだね。）と絶賛している[4]。
- ハンナの1時間あたりのガイド料5000クローナは、映画公開当時で約65ドルに相当する[5]。
- 飛ばされたショーンが砂浜で横たわっているシーンでは手袋をしているが、直後の水を飲むシーンでは手袋をしていない。その後立ち上がったシーンでは再び手袋をしている撮影ミスがある[6]。
- 日本語吹替版ではトレバー役を沢村一樹、ショーン役を入江甚儀、ハンナ役を矢口真里が担当したが、3人とも「ワー」「オー」のような驚きの表現には特に苦労したという。沢村は「声が持たないため、日にちを分けてもらった」、入江は「酸欠になりました」、矢口は「アニメ声にならないように色っぽい声を出すように努力しました」と語っている[7]。

## 地上波放送履歴
| 回数  | テレビ局   | 番組名             | 放送日        | 吹替版       | 備考                   |
| ----- | ---------- | ------------------ | ------------- | ------------ | ---------------------- |
| 初回  | テレビ朝日 | 日曜洋画劇場       | 2010年7月4日  | テレビ朝日版 | 地上波初放送           |
| 2回目 | テレビ朝日 | 日曜洋画劇場       | 2012年3月25日 | テレビ朝日版 |                        |
| 3回目 | テレビ東京 | 午後のロードショー | 2015年8月4日  | テレビ朝日版 |                        |
| 4回目 | テレビ東京 | 午後のロードショー | 2018年8月2日  | テレビ朝日版 | 翌週に続編が放送された |
| 5回目 | テレビ東京 | 午後のロードショー | 2020年8月4日  | テレビ朝日版 | 翌週に続編が放送された |